# Verfassung Pylyp Orlyks

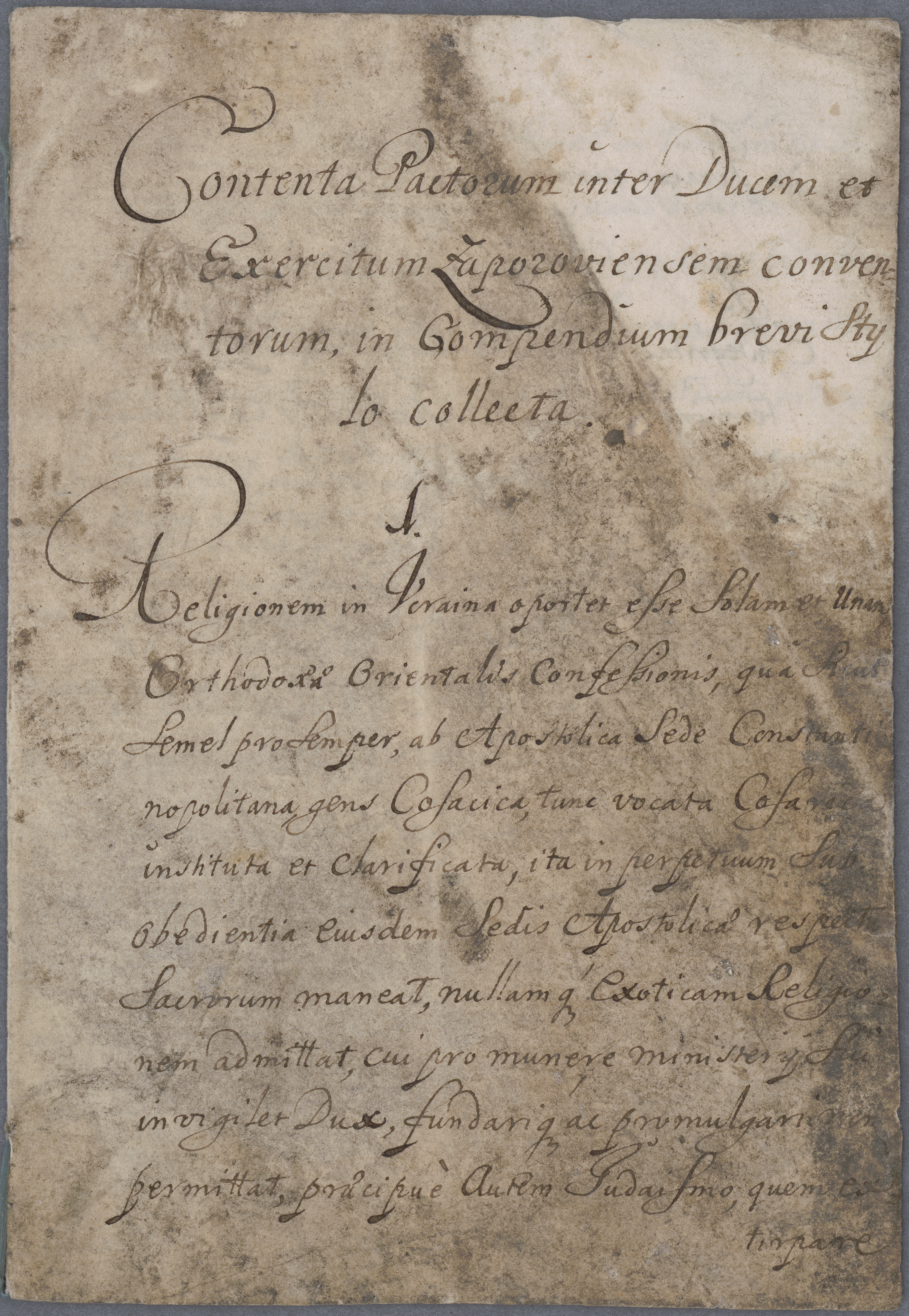
Die erste Seite der Verfassung, lateinische Version mit mutmaßlicher Unterschrift von Pylyp Orlyk. Das Original befindet sich im Riksarkivet in Stockholm.

Die Verfassung Pylyp Orlyks oder Rechtsbündnisse und Statuten der Gesetze und Freiheiten des Saporoger Kosakenheeres (ukrainisch Конституція Пилипа Орлика, wiss. Transliteration Konstytucija Pylypa Orlyka; ruthenisch Договоры и постаnовлεnѧ правъ и волностεй войскыхъ…, wiss. Transliteration Dogovory i postanovlenja prav' i volnostej vojskych'…; lateinisch Pacta et Constitutiones Legum Libertatumque Exercitus Zaporoviensis) ist ein 1710 von Pylyp Orlyk anlässlich seiner Wahlkapitulation gleichzeitig auf ruthenisch und lateinisch angefertigter und erklärter Verfassungsentwurf. In ihm sind die Staatsgewalten von Legislative, Exekutive und Judikative getrennt und damit noch vor Montesquieus Werk Vom Geist der Gesetze moderne demokratische beziehungsweise rechtsstaatliche Standards der Gewaltenteilung geschaffen. Die exekutive Gewalt des Hetmans, der von der demokratisch gewählten Generalversammlung der Kosaken gewählt wurde, wurde eingeschränkt. Damit gehört dieser Entwurf zu den ersten europäischen Verfassungen von beispielhafter Bedeutung.

## Geschichte

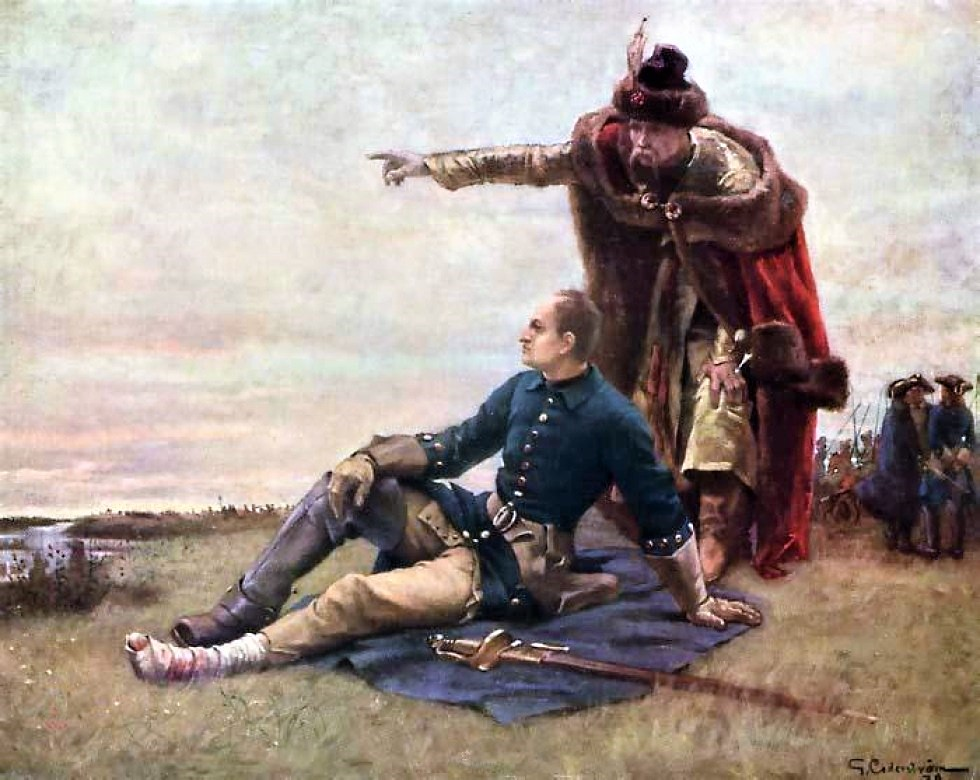
Karl XII. und Iwan Masepa am Dnepr

Nach der Schlacht bei Poltawa im Sommer 1709, als die von König Karl XII. von Schweden und Hetman Iwan Masepa geführten Armeen durch Peter I. von Russland geschlagen waren, blieb Pylyp Orlyk auf Seiten Masepas. Beide Feldherren zogen sich in die Stadt Bendera zurück, die zum Osmanischen Reich gehörte. Hier ließ sich auch die Armee der Saporoger Kosaken nieder.
Nach dem Tod Iwan Masepas am 22. September 1709 wurde in Bendera in der Osterwoche 1710 Pylyp Orlyk zum Hetman der Saporoger Kosaken gewählt. Am Wahltag wurden die Rechtsbündnisse und Statuten der Gesetze und Freiheiten des Saporoger Kosakenheeres öffentlich erklärt.

## Verfassungsartikel
Der Text besteht wie üblich aus einer Präambel sowie 16 Artikeln.

### Präambel
Die Präambel resümiert die Geschichte der Kosaken, den Aufstieg und Niedergang der Saporoger Kosaken: Aufstand unter Bohdan Chmelnyzkyj gegen das polnisch-litauische Reich, Anschluss an das Russische Reich, Einschränkung und Annullierung der Rechte und Freiheiten der Kosaken durch die Russen. Nachfolgende Bündnisse und Politik in Gemeinschaft mit Karl XII. unter Iwan Masepa. Festschreibung der Unabhängigkeit des neuen Staates von den Russen als Ziel des Bündnisses mit den Schweden in der neuen Verfassung.

### Artikel
Artikel eins bis drei betreffen allgemeinere Charakteristika der „Ukraine“: Die Orthodoxie als vorherrschenden Glauben, und zwar unabhängig vom Patriarchen von Moskau. Die Grenzfestlegung auf den Fluss Slutsch zum Königreich Polen hin. Ein Ausblick auf ein notwendiges Bündnis mit dem Khanat der Krim gegen die Russen.
Artikel vier bis fünf fixieren die Interessen der Saporoger Kosaken, die die Mehrheit der Anwohner bildeten. Der Hetman wird aufgefordert:
1. mit Hilfe Karls XII. die Russen aus den Saporoger Gebieten zu vertreiben
2. die Stadt Terechtemirov als eine Pflegestation für die versehrten und alten Bewohner auszubauen und zu halten, und
3. Fremde von den Gebieten der Saporoger Sitsch fernzuhalten

Artikel 6–10 schränken die Gewalt des Hetmans ein, indem sie ein Kosakenparlament sowie einen ausgeweiteten Offiziersrat mit drei Sitzungen pro Jahr einrichten. Zu dem allgemeinen Kosakenparlament werden anerkannte Fachleute aus den Regimentern hinzugezogen.
Artikel elf bis sechzehn schützen die Rechte der Städte, beschränken die Steuerlasten für Bauern und arme Kosaken und regeln die Gaststätten. Solide Staatshaushaltsführung, gerechte Marktbesteuerung und Gewährleistung eines funktionierenden Post- und Handelsverkehrs werden gefordert.
Der bei der Amtseinführung anwesende schwedische König Karl XII. bezeugte die Artikel als „Beschützer der Ukraine“. Karl XII. hatte den Russlandfeldzug 1708/1709 gegen Russland verloren (Entscheidungsschlacht bei Poltawa  im Juli 1709 in der Ukraine). Durch seine zahlreichen Feldzüge (Großer Nordischer Krieg) bewirkte er, dass Schweden keine europäische Großmacht mehr war.